# JOJ Šport Slovenský pohár
A JOJ Šport Slovenský pohár egy szlovák jégkorong kupabajnokság, aminek keretében egyenes kieséses mérkőzéseken szlovák csapatok mérkőzhetnek meg egy mással különböző bajnokságokból. A kupát 2020-ban alapították Tipsport Kaufland Cup néven. A 2024-25-ös szezonban a kupát a DOXXbet Vlci Žilina nyerte el a TSS Group Spartak Dubnica legyőzésével. A kupa győztese részt vehet a IIHF Kontinentális Kupa következő évi szezonjában.

## Története
A kupabajnokságot 2020-ban alapították Tipsport Kaufland Cup néven.
| Szezon  | Győztes                 | Végeredmény             | Döntős                    |
| ------- | ----------------------- | ----------------------- | ------------------------- |
| 1993–94 | Dukla Trenčín           |                         |                           |
| 1994–95 | Dukla Trenčín           | 8:1                     | HK Spišská Nová Ves       |
| 1995–96 | Dukla Trenčín           |                         |                           |
| 1996–97 | Dukla Trenčín           |                         |                           |
| 2020–21 | HK Nitra                | 5-3                     | HK Poprad                 |
| 2021–22 | Vlci Žilina             | 6-1                     | HC GROTTO Prešov          |
| 2022–23 | HC 19 Humenné           | 2-1 h.u.                | Vlci Žilina               |
| 2023–24 | Vlci Žilina             | 4-3                     | HK 95 Považská Bystrica   |
| 2024–25 | DOXXbet Vlci Žilina     | 6-0                     | TSS Group Spartak Dubnica |
| 2025–26 | Folyamatban lévő szezon | Folyamatban lévő szezon | Folyamatban lévő szezon   |